# Цанчжоу
Цанчжоу (кит. спр. 滄州市, піньїнь: Cāngzhōu Shì) — місто-округ в китайській провінції Хебей. 

## Географія
Цанчжоу розташовується у центрально-східній частині провінції (західне узбережжя затоки Бохайвань).

### Клімат
Місто знаходиться у зоні, котра характеризується вологим субтропічним кліматом. Найтепліший місяць — липень із середньою температурою 27.2 °C (81 °F). Найхолодніший місяць — січень, із середньою температурою -3.3 °С (26 °F).
| Клімат Цанчжоу          | Клімат Цанчжоу | Клімат Цанчжоу | Клімат Цанчжоу | Клімат Цанчжоу | Клімат Цанчжоу | Клімат Цанчжоу | Клімат Цанчжоу | Клімат Цанчжоу | Клімат Цанчжоу | Клімат Цанчжоу | Клімат Цанчжоу | Клімат Цанчжоу | Клімат Цанчжоу |
| Показник                | Січ.           | Лют.           | Бер.           | Квіт.          | Трав.          | Черв.          | Лип.           | Серп.          | Вер.           | Жовт.          | Лист.          | Груд.          | Рік            |
| Абсолютний максимум, °C | 12             | 20             | 26             | 32             | 37             | 40             | 37             | 37             | 32             | 31             | 21             | 13             | 40             |
| Середній максимум, °C   | 1              | 6              | 12             | 20             | 27             | 31             | 31             | 30             | 26             | 19             | 10             | 3              | 18             |
| Середня температура, °C | −3             | 0              | 6              | 14             | 20             | 25             | 26             | 26             | 21             | 14             | 5              | 0              | 13             |
| Середній мінімум, °C    | −8             | −5             | 1              | 8              | 14             | 19             | 22             | 22             | 16             | 9              | 1              | −4             | 8              |
| Абсолютний мінімум, °C  | −20            | −17            | −12            | −2             | 5              | 11             | 16             | 17             | 6              | 1              | −10            | −13            | −20            |
| Норма опадів, мм        | 0              | 0              | 0              | 10             | 20             | 60             | 110            | 130            | 40             | 0              | 0              | 0              | 430            |
| Днів з дощем            | 0              | 1              | 1              | 2              | 3              | 6              | 7              | 9              | 3              | 0              | 2              | 2              | 39             |
| Вологість повітря, %    | 52             | 55             | 57             | 51             | 50             | 59             | 76             | 77             | 67             | 65             | 69             | 66             | 62             |
| ----------------------- | -------------- | -------------- | -------------- | -------------- | -------------- | -------------- | -------------- | -------------- | -------------- | -------------- | -------------- | -------------- | -------------- |
| Джерело: Weatherbase    |                |                |                |                |                |                |                |                |                |                |                |                |                |

## Адміністративний поділ
Міський округ поділяється на 2 райони, 4 міста та 10 повітів (один з них є автономним):
| Карта | Карта        | Карта          | Карта            |
| --- | ------------ | -------------- | ---------------- |
| Сунін Женьцю Хецзянь Сянь Ботоу Цін Цан ① ② ③ Наньпі Дунгуан Уцяо Хуанхуа Яньшань Хайсін ① Юньхе ② Сіньхуа ③ Менцунь-Хуей |              |                |                  |
| Статус | Назва        | Оригінал       | Населення (2020) |
| Міський район | Сіньхуа      | 新华区         | 284 746          |
| Міський район | Юньхе        | 运河区         | 511 086          |
| Місто | Ботоу        | 泊头市         | 573 842          |
| Місто | Женьцю       | 任丘市         | 816 401          |
| Місто | Хецзянь      | 河间市         | 795 198          |
| Місто | Хуанхуа      | 黄骅市         | 652 401          |
| Повіт | Дунгуан      | 东光县         | 340 288          |
| Повіт | Наньпі       | 南皮县         | 347 473          |
| Повіт | Сунін        | 肃宁县         | 341 919          |
| Повіт | Сянь         | 献县           | 568 418          |
| Повіт | Уцяо         | 吴桥县         | 217 986          |
| Повіт | Хайсін       | 海兴县         | 189 273          |
| Повіт | Цан          | 沧县           | 626 011          |
| Повіт | Цін          | 青县           | 420 878          |
| Повіт | Яньшань      | 盐山县         | 411 356          |
| Автономний повіт | Менцунь-Хуей | 孟村回族自治县 | 203 507          |